# Этнографический вестник
«Этногра́фический ве́стник» (укр. «Етнографічний вісник») — периодический журнал Этнографической комиссии при ВУАН. Издавался в 1925—1932 годах. Главные редакторы — Андрей Лобода и Всеволод Петров. В редколлегию входили также Олена Пчилка, Василий Каминский, Евгений Рыхлик.

## Специализация
За всё время своего существования «Этнографический вестник» опубликовал около 150 публикаций по этнографии, фольклористике, в частности музыкальной, и краеведении. Среди них: статьи, которые раскрывали состояние и задачи народоведения, его предметную область и понятийный аппарат (публикации Евгения Кагарова, Всеволода Петрова, Павла Попова, Андрея Лободы и других); историографические разведки о деятельности народоведов (публикации Е. Руданской, И. Спасской), про обрядность и верования (публикации Василия Каминского, Михаила Гайдая, Дмитрия Зеленина, Всеволода Петрова, С. Терещенковой, К. Червьяка и других); о народных промыслах (публикации В. Тищенко). Значительное внимание уделялось словесному и музыкальному фольклору (публикации Климента Квитки, Юрия Виноградського, Г. Пащенка, И. Галюна); культурно-бытовым особенностям различных этносов Украины (статьи И. М. Пульнера о евреях, С. Цветка — о болгарах, В. Шевченко — о греках); а также антропологическим исследованиям населения (разведка А. Носова «Материалы к антропологии Украины», в которой вносились коррективы в антропологические исследования Фёдора Волкова). Ряд публикаций (Евгения Рыхлика, Евгения Кагарова) посвящено народоведческому исследованию украинцев, проживавших за пределами Украины (на Кубани, в Поволжье, на Дальнем Востоке), и межэтническим культурно-бытовым отношениям. Среди других авторов журнала были: Александр Андриёвский, Дмитрий Яворницкий, Дмитрий Чижевский, Степан Савченко, Дмитрий Ревуцкий, В. Харьков, Александр Малинка, Николай Левченко и другие.
Издание также информировало о деятельности Этнографической комиссии ВУАН, содержало критику и библиографические данные краеведческой литературы на Украине, материалы об этнографии народов тогдашнего СССР, а также иллюстрации и музыкальные приложения. Журнал наладил тесные связи с широкой сетью этнографических кружков и отдельных корреспондентов периферии. Всего в печать вышло 10 выпусков.

## Сталинский погром
С 1930 года коммунистическая власть начала наступление на академическую украинскую науку и её периодические издания. Введение искажённых социологических методов негативно повлияло на содержание некоторых публикаций, особенно тех, что касались «социалистических преобразований». Под удар грубой критики попал и «Этнографический вестник», особенно после показательного процесса СВУ, сфабрикованного НКВД СССР. В 1930 году советские спецслужбы арестовали члена редколлегии Евгения Рыхлика, по делу СВУ — Николая Левченко. В критический 1931 год умирают редактор Андрей Лобода и влиятельный соавтор журнала Александр Андриёвский. В 1932 году журнал под лозунгом реорганизации ВУАН был окончательно закрыт. Вскоре и все этнографические учреждения были закрыты.
С конца 1930-х годов предпринимались попытки возродить академическую украинскую этнографию в условиях сталинского режима. Так, начиная с 1937 года появлялся целый ряд непродолжительных журналов: «Украинский фольклор» (1937—1939), «Народное творчество» (1939—1941), «Научные записки по вопросам искусства, фольклора и этнографии» (1947—1957). Только «Народное творчество и этнография» выходит по сей день.